# هارمونی تاونشیپ (شهرستان بیور، پنسیلوانیا)
هارمونی تاونشیپ، شهرستان بیور (به انگلیسی: Harmony Township) یک منطقهٔ مسکونی در ایالات متحده آمریکا است که در شهرستان بیور، پنسیلوانیا واقع شده‌است. هارمونی تاونشیپ، شهرستان بیور ۷٫۹۵ کیلومتر مربع مساحت و ۳٬۱۹۷ نفر جمعیت دارد.